# Pectis exilis
Pectis exilis là một loài thực vật có hoa trong họ Cúc. Loài này được D.J.Keil mô tả khoa học đầu tiên năm 1989.